# Леронлімаб
Леронлімаб (англ. Leronlimab, початкова експериментальна назва PRO 140 — гуманізоване моноклональне антитіло проти рецептора Т-лімфоцитів CCR5. Препарат досліджується для лікування COVID-19, потрійно негативного раку молочної залози, та ВІЛ-інфекції. Управління з контролю за продуктами і ліками США включило «PRO 140» до групи препаратів з прискореним схваленням. У лютому 2008 року розпочалась ІІ фаза клінічних досліджень препарату, а ІІІ фаза клінічних досліджень леронлімабу розпочалась у 2015 році. У лютому 2018 року компанія-розробник препарату «Cytodyn Inc» повідомила, що в клінічному дослідженні «PRO 140» була досягнута первинна кінцева точка щодо ефективності препарату в комбінованій терапії ВІЛ-інфекції. У 2020 році компанія «Cytodyn Inc» подала заявку на отримання ліцензії на біологічні препарати для лікування CCR5-тропної ВІЛ-1-інфекції.

## Історія створення
Леронлімаб розроблений у лабораторії компанії «Cytodyn Inc». У травні 2007 року опубліковано результати I фази клінічних досліджень препарату, згідно яких препарат мав потужну, швидку, тривалу, дозозалежну, високу противірусну активність. Група учасників дослідження з найбільшою дозою отримувала 5 мг на кілограм ваги, й у них спостерігалось середнє зниження вірусного навантаження на -1,83log1010. Зниження рівня більше ніж на -1 log10 на мілілітр у середньому зберігалося протягом 2-3 тижнів лише від однієї дози препарату. Найбільше індивідуальне зниження РНК ВІЛ коливалося до -2,5 log10 серед учасників, які отримували як дози 2 мг/мл, так і 5 мг/кг.
У лютому 2018 року компанія «Cytodyn Inc» повідомила, що в дослідженні ефективності «PRO 140» у складі комбінованої терапії проти ВІЛ-інфекції була досягнута первинна кінцева точка, і воно триватиме ще 24 тижні (до кінця серпня 2018 року), під час якого будуть проводитись підшкірні ін'єкції препарату 1 раз на тиждень, та буде проводитися оптимізована АРТ-терапія. У звіті повідомляється, що одна підшкірна ін'єкція 350 мг леронлімабу призвела до зниження вірусного навантаження ВІЛ-1 РНК більше ніж на 0,5 log або на 68 % протягом одного тижня в порівнянні з тими, хто отримував плацебо. Результати дослідження з досягненням первинної кінцевої точки ефективності були представлені на форумі «ASM Microbe 2018». У ключовому дослідженні леронлімабу в комбінації зі стандартною антиретровірусною терапією у ВІЛ-інфікованих хворих, які проходили лікування, у 81 % хворих, які завершили дослідження, досягнуто зниження вірусного навантаження ВІЛ менш ніж 50 копій на мл. Останні схвалені препарати для цих хворих дають результат від 43 % через 24 тижні до 45 % через 48 тижнів зі зниженням вірусного навантаження менш ніж 50 копій/мл. У березні 2019 року «Cytodyn Inc» подав до FDA США першу частину даних клінічних досліджень щодо ефективності леронлімабу у складі комбінованої терапії з ВААРТ при ВІЛ. У грудні 2019 року компанія підтвердила плани завершити клінічне дослідження препарату в січні 2020 року з імовірним схваленням FDA у 2 кварталі 2020 року. Компанія також проводить клінічне дослідження монотерапії леронлімабом у хворих ВІЛ. У разі успіху дослідження буде розглянуто нову схему лікування ВІЛ-інфекції лише щотижневою підшкірною ін'єкцією леронлімабу.
Компанія «Cytodyn Inc» проводить дослідження щодо застосування леронлімабу при різних солідних пухлинах. 18 лютого 2019 року компанія повідомила, що розпочне 8 доклінічних досліджень препарату щодо ефективності при меланомі, раку підшлункової залози, молочної залози, простати, товстої кишки, легень, печінки та раку шлунка. 23 листопада 2018 року компанія отримала схвалення FDA щодо подання препарату на попереднє схвалення, та отримала дозвіл розпочати клінічне дослідження фази Ib/ІІ у хворих з метастатичним потрійно негативним раком молочної залози. У травні 2019 року FDA підтримало прискорене схвалення леронлімабу для використання в комбінації з карбоплатином для лікування хворих із CCR5-позитивним потрійно негативним раком молочної залози. У липні 2019 року компанія «Cytodyn Inc» повідомила про призначення леронлімабу першій хворій з потрійно негативним раком молочної залози як терапії відчаю. У той же час проводилось клінічне дослідження Ib/ІІ фази у хворих із метастатичним потрійно негативним раком молочної залози, які раніше не отримували лікування, яке ще триває, основні дані якого очікуються у 2020 році. У разі успішного завершення дослідження результати лікування хворих із метастатичним потрійно негативним раком молочної залози, які раніше не отримували лікування, можуть послужити підставою для можливого прискореного схвалення препарату FDA США. 11 листопада 2019 року компанія повідомила, що в першої хворої, якій проводили ін'єкції препарату за протоколом для наївних хворих (раніше не лікувалася від потрійно негативного раку молочної залози), спостерігається значне зниження рівня циркулюючих пухлинних клітин, та спостерігається зменшення розмірів пухлини в двотижневих та п'ятитижневих інтервалах спостереження у порівнянні з спостереженнями до початку дослідження. Зниження рівня циркулюючих пухлинних клітин є потенційною сурогатною кінцевою точкою в онкологічних дослідженнях, зниження рівня циркулюючих пухлинних клітин вказує на довгострокову клінічну користь. Опубліковані результати дослідження продемонстрували, що леронлімаб зменшив кількість і розмір нових метастазів раку молочної залози людини на моделі миші, та зменшив розмір раніше виявлених метастазів, чим сприяв подовженню тривалості життя.
У травні 2019 року компанія «Cytodyn Inc» також розпочала доклінічні дослідження леронлімабу для запобігання розвитку неалкогольного стеатогепатиту в Клівлендській клініці. У листопаді компанія повідомила про позитивні результати дослідження.
15 грудня 2020 року компанія «Cytodyn Inc» завершила ІІІ фазу клінічного дослідження ефективності препарату в хворих із тяжким або критичним COVID-19. Результати показали зниження первинної кінцевої точки смертності на 24 % за 28 днів порівняно з поточним стандартом лікування. Хоча це не є статистично значущим, широко поширена думка, що лише 2 дози в нульовий і сьомий день, а не 4 дози, як зазначала компанія, перешкодили дослідженню досягти своєї первинної кінцевої точки. Період напіввиведення леронлімабу становить близько 10 днів, що означає, що ефект препарату мав би був би набагато меншим на 28-ий день.
Статистичний аналіз хворих у критичному стані (госпіталізовані хворі, які знаходились на штучній вентиляції легень або на екстракорпоральній мембранній оксигенації) показав, що у випадку додавання леронлімаба до протоколу лікування хворих, через 14 днів смертність серед таких хворих знижувалась на 82 %, тобто хворі, які отримували леронлімаб, мали більшу ніж у 5 разів ймовірність виживання на 14 день, ніж ті, хто отримував тільки стандартне лікування. Також у важких хворих після застосування леронлімабу тривалість перебування в стаціонарі зменшилася на 5,5 дня. Згідно цих результатів дослідження можна прийти до висновку, що леронлімаб збільшує тривалість життя, та економить кошти на лікування.
Колишньому президенту Філіппін Джозефу Естраді проводили ін'єкції леронлімабу за спеціальним дозволом щодо невідкладного застосування разом з іншими препаратами в рамках курсу лікування COVID-19. Колишній президент був виписаний з лікарні після проведення курсу лікування бактеріальної інфекції легень. Компанія «Cytodyn Inc» продовжує поставки леронлімабу на Філіппіни, а ї партнер з дистрибуції препарату в країні «Chiral Pharma Corporation» тісно співпрацює з філіппінським реєстраційним органом, щоб розглянути можливість розширення схвалення препарату.

## Механізм дії
Леронлімаб є моноклональним антитілом, та відноситься до групи препаратів, названих інгібіторами проникнення. Препарат зв'язується з рецептором CCR5 на клітинах CD4, і перешкоджає здатності ВІЛ проникати в клітину. Леронлімаб є гуманізованою формою антитіла PA14, та є моноклональним антитілом до рецептора CCR5, і може інгібувати CCR5-тропний ВІЛ-1 у концентраціях, які не порушують природну активність CCR5 in vitro. Надходження ВІЛ-1 опосередковується глікопротеїнами оболонки ВІЛ-1 gp120 і gp41. Глікопротеїн gp120 зв'язує CD4 молекул рецептора CCR5, що запускає gp41-опосередковане злиття вірусної та клітинної мембран. CCR5 необхідний для проникнення вірусу та інфікування здорових клітин. Леронлімаб як моноклональне антитіло проти CCR5 може зупинити проникнення ВІЛ у клітину та зупинити реплікацію вірусу. Він запобігає зв'язуванню вірусу з клітини в окремому місці в корецепторі CCR5, не порушуючи його природну активність. На відміну від інших інгібіторів проникнення, леронлімаб є моноклональним антитілом, і механізм інгібування CCR5 у нього скоріше конкурентний, ніж алостеричний. Після потрапляння в організм леронлімаб може зв'язуватися з CCR5 протягом більш ніж 60 днів, що дозволяє застосовувати препарат раз на тиждень. У порівнянні з застосуванням високоактивної антиретровірусної терапії, яка часто спричинює пов'язану з лікуванням токсичність у ВІЛ-інфікованих хворих, леронлімаб не спричинює токсичності або стійкості до лікарських засобів.

## Клінічні дослідження

### COVID-19
Леронлімаб, який є моноклональним антитілом, розробленим компанією «CytoDyn Inc», є одним із потенційних препаратів, які досліджувалися щодо безпечності та ефективності для лікування хворих із COVID-19, у тому числі з тяжким перебігом COVID-19. Після завершення клінічних досліджень CD10 і CD12 стало зрозуміло, що наявні наразі дані не підтверджують клінічну користь леронлімабу для лікування COVID-19.